# Route nationale 469
Die N469 war von 1933 bis 1973 eine französische Nationalstraße, die zwischen Chaussin und der N5 nordwestlich von Champagnole verlief. in Mont-sous-Vaudrey kreuzte sie die N5, sodass sie auf ihrem Ostabschnitt eine Alternative zur N5 darstellte. Ihre Länge betrug 47 Kilometer.